# Santo parentesco

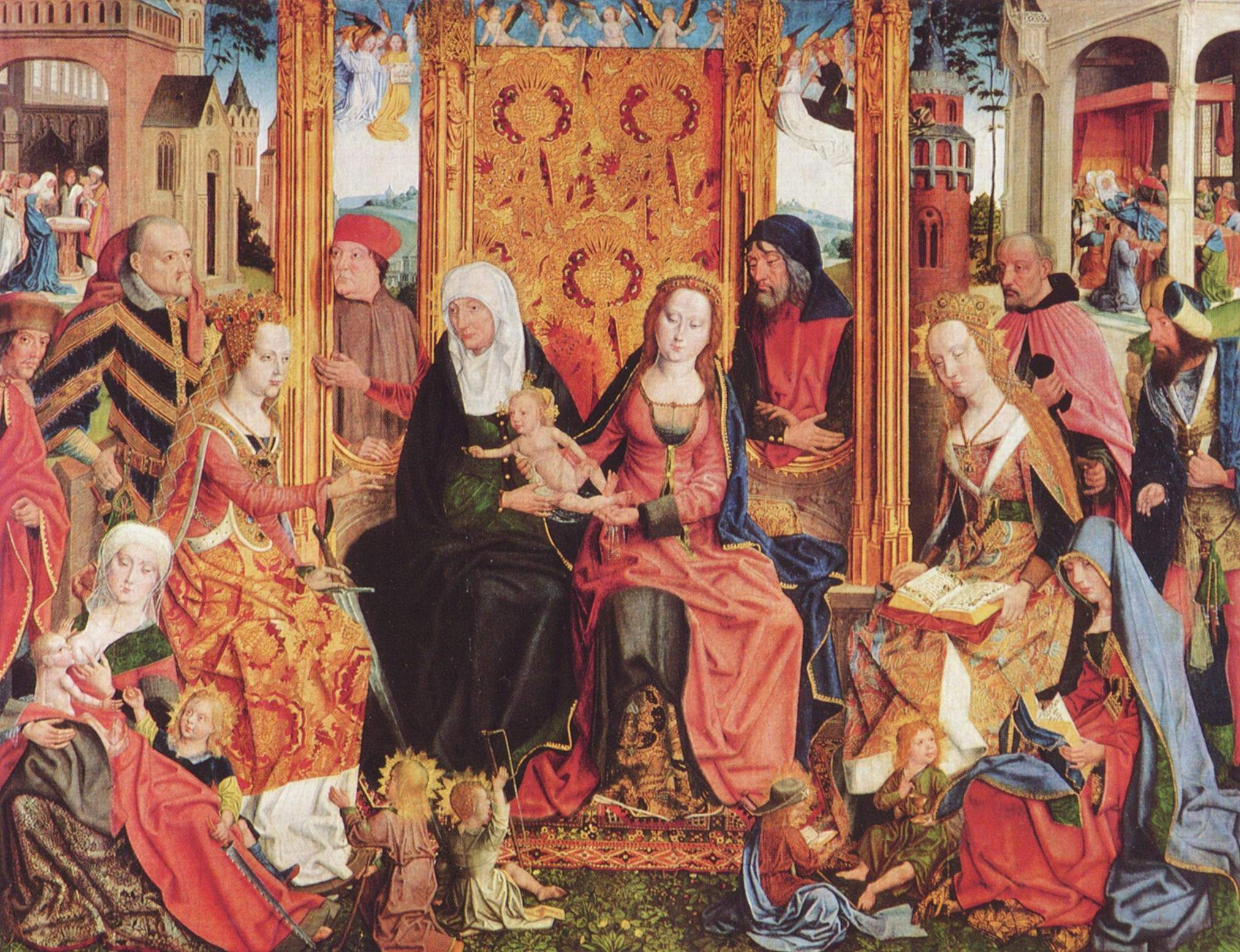
Maestro del Santo Parentesco, 1500

La Sacra parentela, Santa parentela o Santo parentesco es la denominación aplicada a la familia extendida de Jesús descendiente de su abuela materna Santa Ana de su trinubio o tres matrimonios. El grupo fue un tema popular en el arte religioso en toda Alemania y los Países Bajos, especialmente durante finales del siglo XV y principios del XVI, pero raramente después del Concilio de Trento. Según la tradición medieval, Santa Ana, madre de la Virgen María, fue abuela no sólo de Jesús, sino también de cinco de los doce apóstoles: Juan Evangelista, Santiago el Mayor, Santiago el Menor, Simón y Judas. Estos apóstoles, junto con Juan el Bautista, eran todos primos de Jesús.
Grupos más pequeños de Jesús y sus padres, a menudo más su primo Juan el Bautista y la madre de Juan Isabel (Evangelio de Lucas KJV) y tal vez Santa Ana, se conocen como la Sagrada Familia, y eran considerablemente más comunes en el arte.
El primer teólogo que expuso el concepto de trinubio fue Haymo de Halberstadt en su Historiae sacrae epitome, en la que esbozaba el árbol genealógico descrito anteriormente. Esta lista totaliza 17 personas, todas las cuales podrían aparecer, además de algunas otras. El Geertgen tot Sint Jans cuenta con diecinueve figuras. Aunque el carácter de las generaciones más antiguas es matriarcal, cabe destacar que la generación más joven, mostrada como niños, son todos varones. A menudo portan sus atributos, como los tres niños del centro del Geertgen: la sierra (Simón), el tonel (Santiago el Mayor) y el cáliz (Juan Evangelista).
El Concilio de Trento desechó la leyenda de los tres matrimonios de Ana, y a partir de entonces el tema completo se pintó raramente, aunque el grupo limitado de las familias de los primos Jesús y Juan Bautista siguió en uso.

## Descendientes de Ana
La base de este árbol genealógico se encuentra en trinubium, la tradición de que Ana se había casado tres veces y había tenido tres hijas, las Tres Marías, cada una de ellas llamada María y con padres diferentes. si bien esta leyenda fue rechazada en el Concilio de Trento. El linaje exacto, tal y como se recoge en la Leyenda Aurea' de Jacobus de Voragine (en latín: Legenda Aurea), dice así:
Anna solet dici tres concepisse Marias,
Quas genuere viri Joachim, Cleophas, Salomeque.
Has duxere viri Joseph, Alpheus, Zebedeus.
Prima parit Christum, Jacobum secunda minorem,
Et Joseph justum peperit cum Simone Judam,
Tertia majorem Jacobum volucremque Johannem.
(Se suele decir que Ana concibió tres Marías,
que sus maridos Joaquín, Cleofás y Salomeque engendraron.
A estas [Marías] tomaron en matrimonio los varones José, Alfeo y Zebedeo.
La primera dio a luz a Cristo; la segunda dio a luz a Santiago el Menor,
José el Justo, con Simón [y] Judas;
El tercero, Santiago el Mayor y el alado Juan).
Las figuras adicionales pueden estar relacionadas con una genealogía legendaria holandesa local que sostenía que la hermana de Ana, Hismeria (o Esmeria), era la madre de la madre de Juan el Bautista Isabel y de un segundo hijo, Eliud, que a su vez era el abuelo de Servacio de Tongeren, un obispo del siglo IV en los Países Bajos.

## Galería

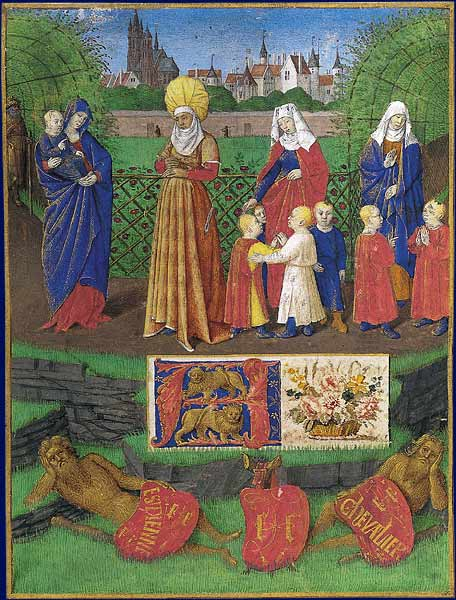
Santa Ana y las Las tres Marías, Jean Fouquet
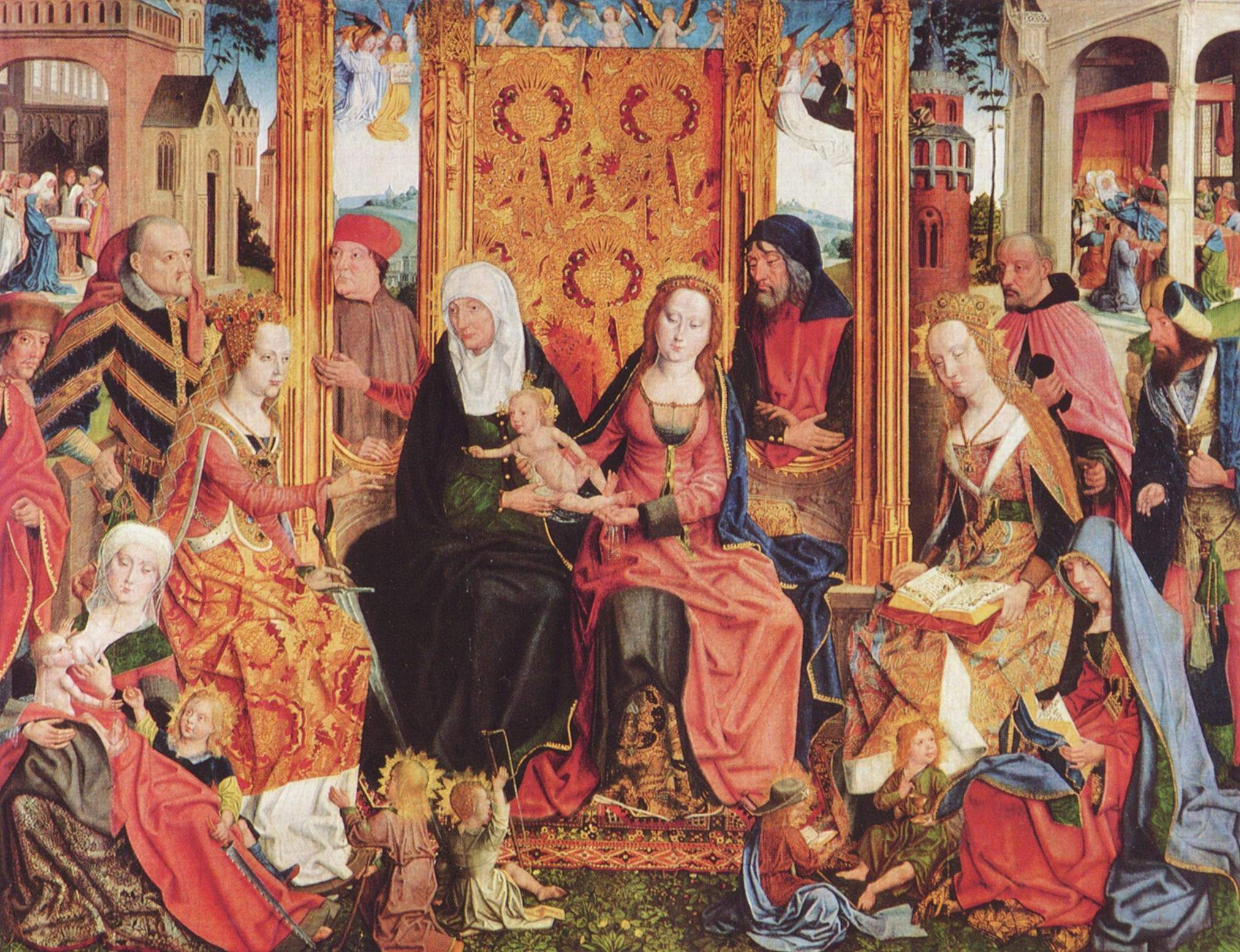
Maestro del Santo Parentesco, 1500
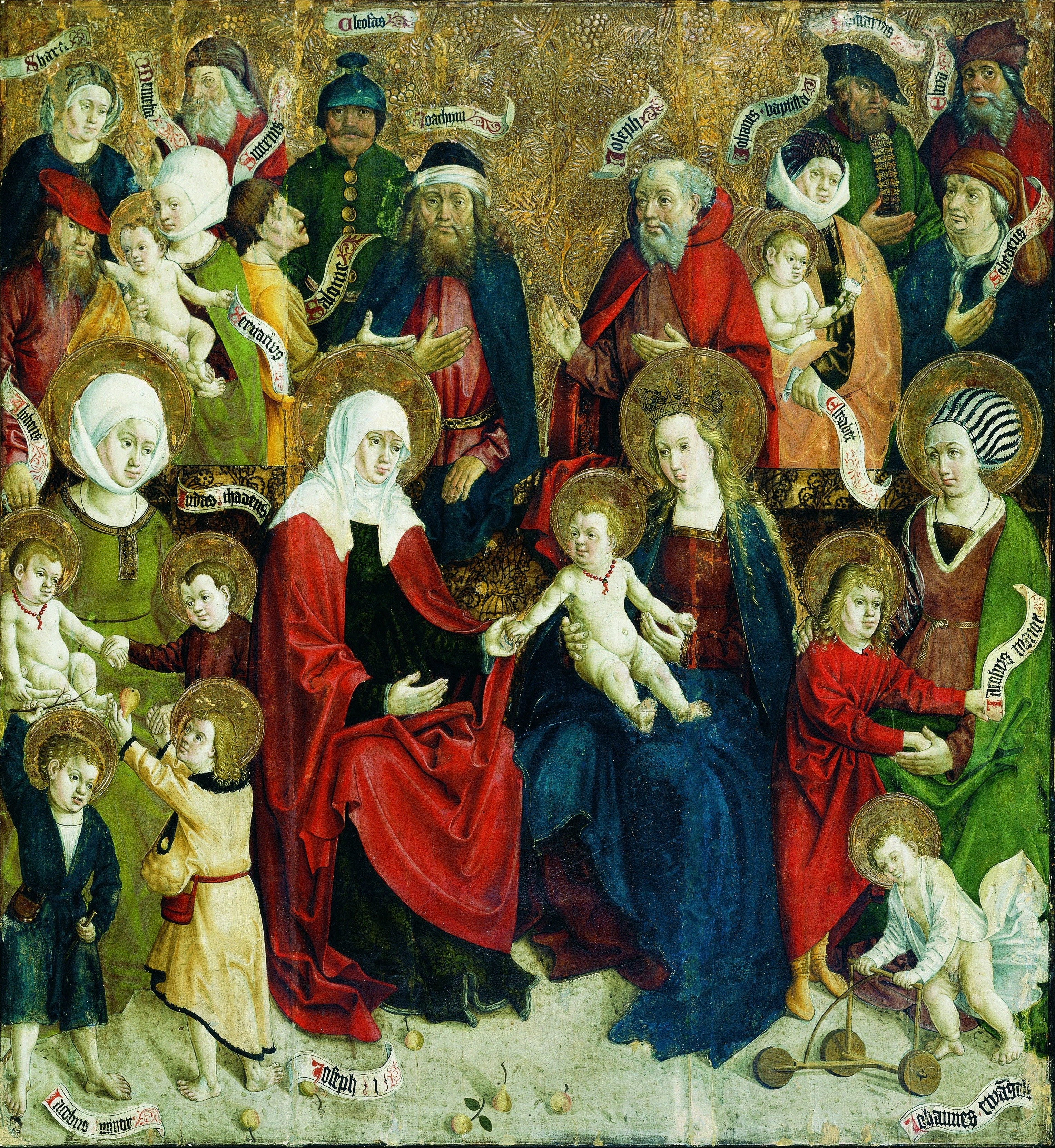
Maestro de Okoličné, c. 1510, con 25 figuras
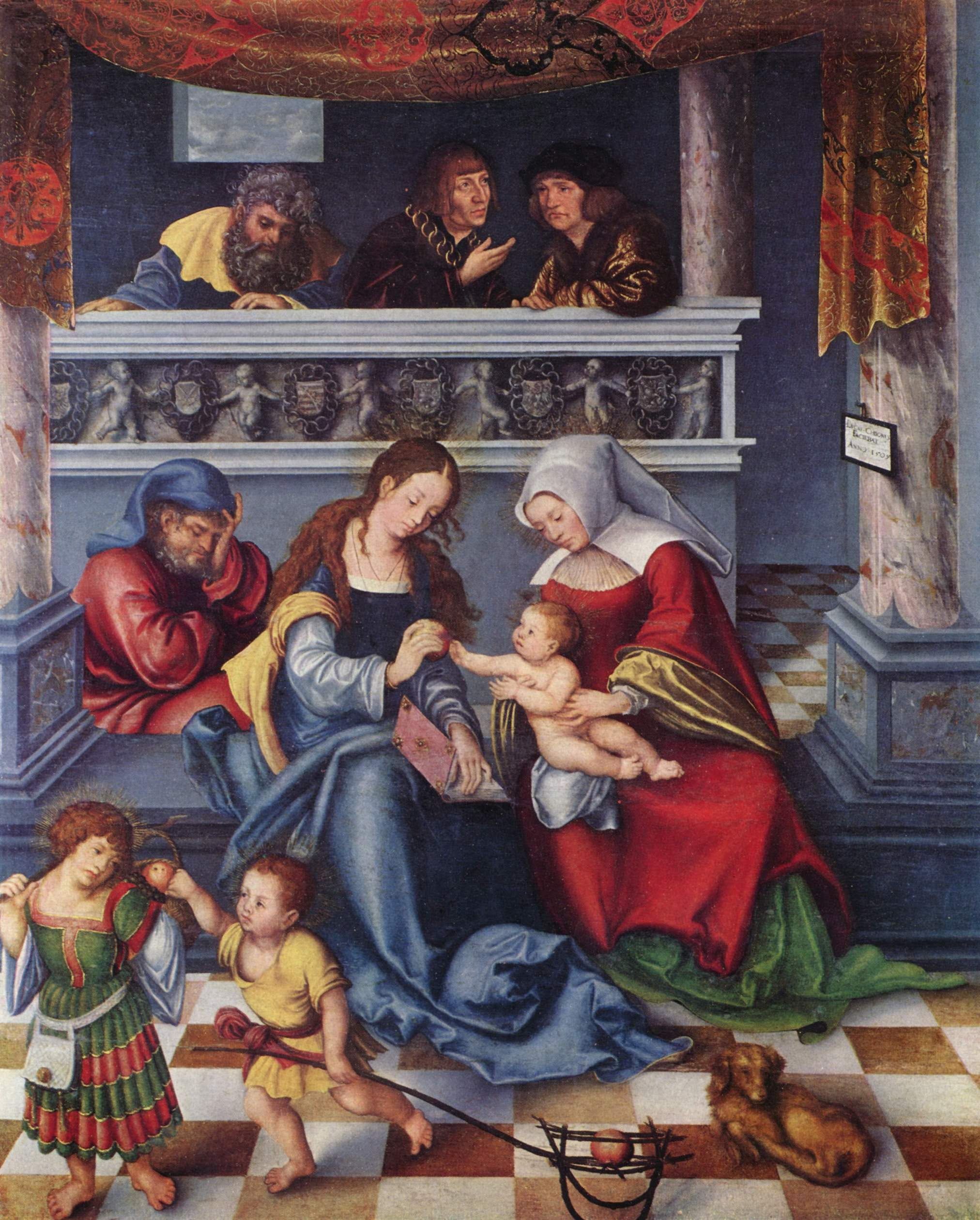
Lucas Cranach el Viejo
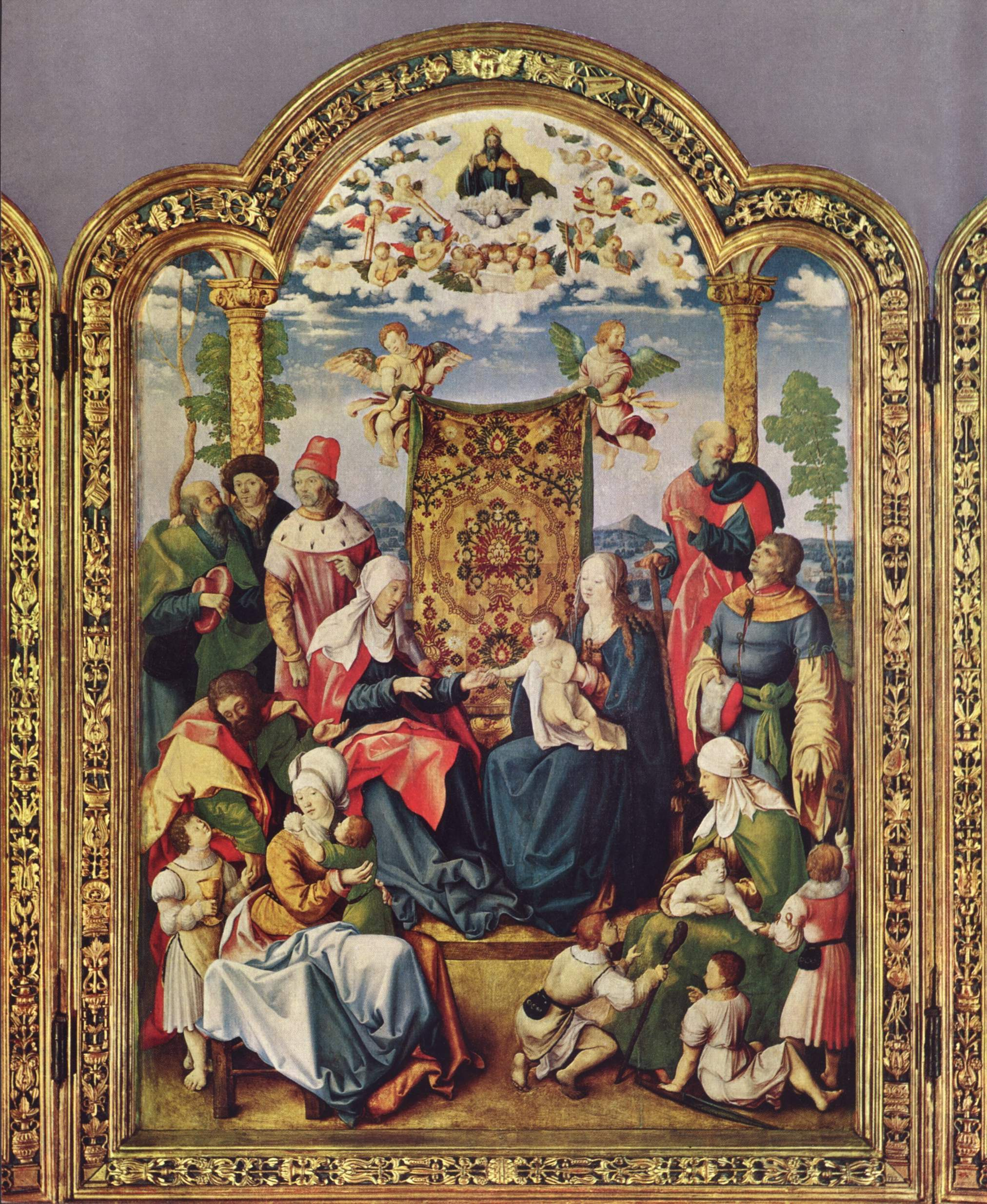
Wolf Traut
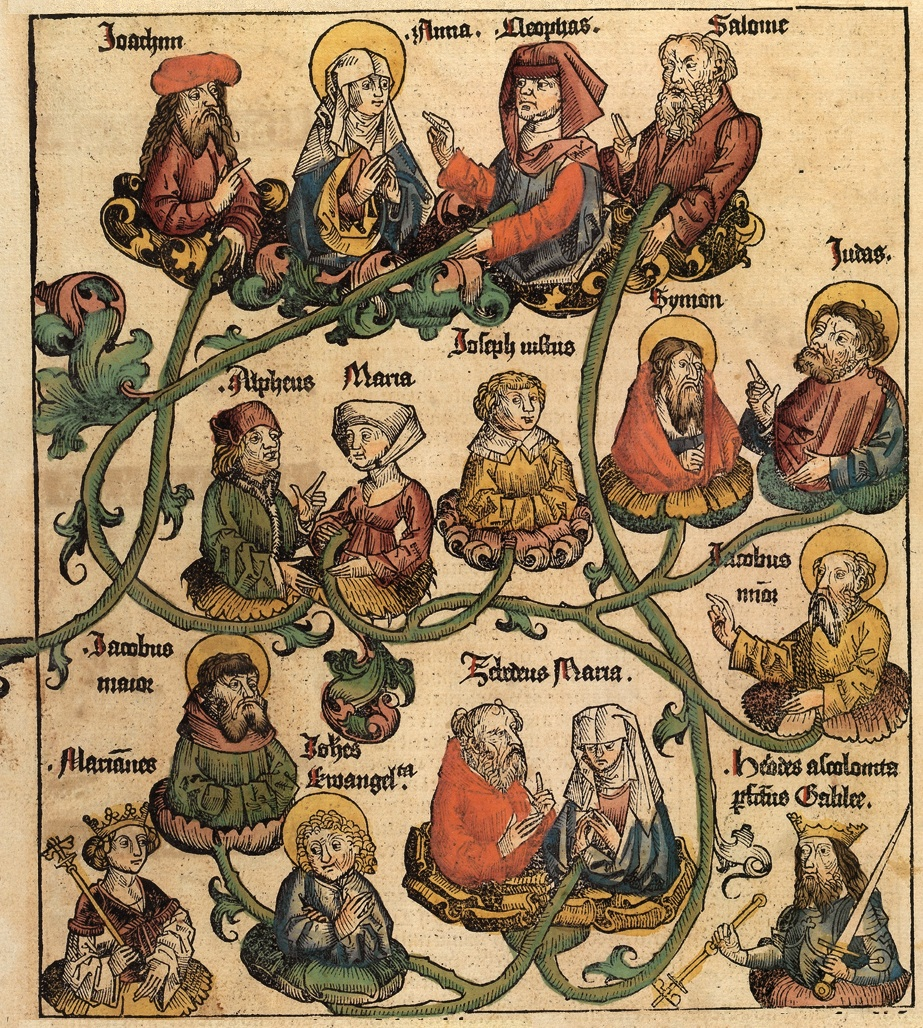
Crónicas de Núremberg
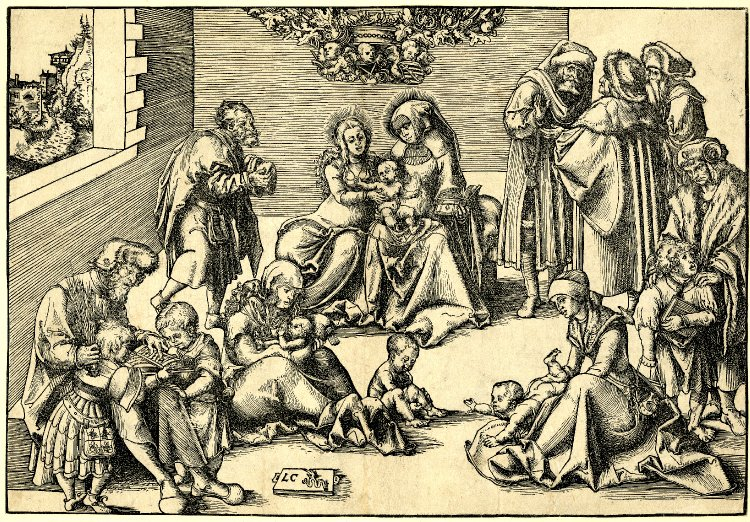
Xilografía de Lucas Cranach el Viejo, 1509-10
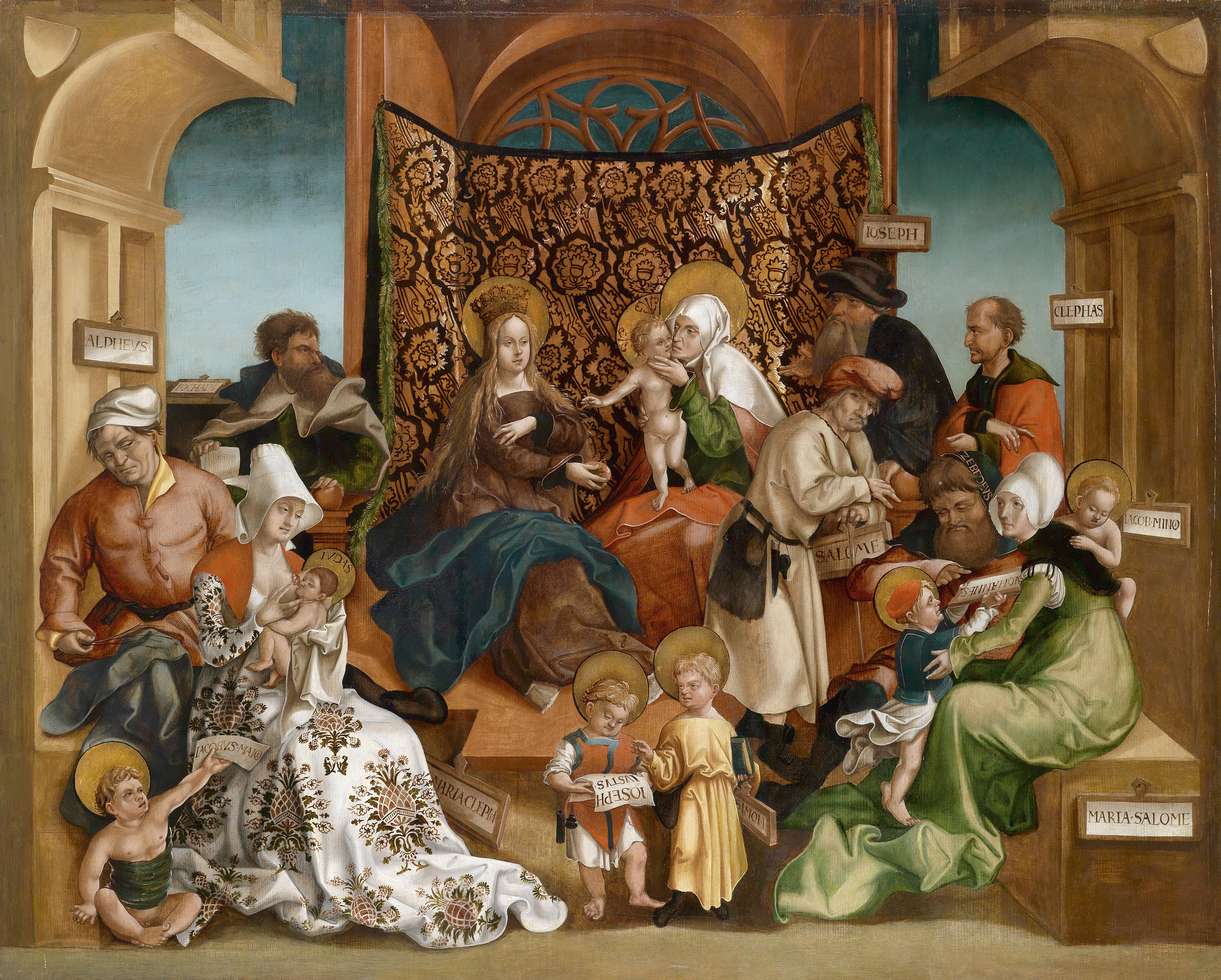
Jörg Breu el Viejo y el Joven